# Salinas Grandes (Chubut)
Salinas Grandes är eller Salitral Grande är en saltslätt i Argentina.   Den ligger i provinsen Chubut, i den södra delen av landet, 1 000 km sydväst om huvudstaden Buenos Aires. Slätten en av Sydamerikas lägsta platser.
Omgivningarna runt Salinas Grandes är i huvudsak ett öppet busklandskap. Runt Salinas Grandes är det mycket glesbefolkat, med 5 invånare per kvadratkilometer.